# 全日本・食学会
一般社団法人全日本・食学会（いっぱんしゃだんほうじん ぜんにほんしょくがっかい）は、日本の食・食文化に関する教育、普及活動を行う非営利団体である。
日本の食・食文化、技術に関する調査研究・促進事業・教育事業・国際交流推進、地産地消の支援、日本の料理人の資格認定及びその普及、各国の料理関係者、料理関係団体との交流・連携を行っている。

## 沿革
- 2012年5月 - 一般社団法人全日本・食学会設立[2]。理事長にはフードコラムニストの門上武司、副理事長は奥脇裕。料理人の団長には京都「菊乃井」の主人村田吉弘、副団長には「オテル・ドゥ・ミクニ」オーナーシェフ三國清三が就任。理事には様々なジャンルで活躍する約40人が就任した。
- 2014年 - 第1回「全日本・食サミット」を開催[3]。以降、毎年開催される。
- 2015年 - ミラノ万博において、食の和プロジェクトを後援。全日本・食学会からは、片岡護理事、山根大助理事が出演した[4][5]。
- 2016年 - 「食」が「文化」として「文化芸術振興基本法」に明記されるよう、法改正をめざし、村田吉弘理事長、三國清三理事長代行、服部幸應理事が『「食」を文化に！』検討委員会を発足し、活動を開始[6][7]。
- 2017年6月 - 「文化芸術基本法」第12条に「食文化」が明記される[8]。
- 2019年 - 食と食文化に関わる新たな顕彰制度「bean47」を設立[9]。
- 2020年 - 新型コロナウイルス感染症の治療にあたる医療従事者へのお弁当の無償提供など、支援活動を開始[10]。

## 活動内容
日本国内外で食に関する職業の従事者と広く交流を図りながら、「日本の食」の発展と活性化、我が国固有の食文化の一層の発展・食文化の振興に寄与することを目的とし、活動を続けている。

## 顕彰制度『bean47』
bean47は、食と食文化における新たな活動・技術・人材の発掘・支援を目的とする顕彰制度。毎年選考カテゴリーを定め、推薦・決定する。初回の2019年は食に関わる生産者をテーマとした。

### 第1回（2019年）
生産者大賞
髙田勝（「今帰仁アグー（在来種の豚）」事業における在来種の保存と地域活性化への取り組みにより食文化の振興に貢献。）
生産者賞
田代孝幸（「霧島サーモン」）
中井大介・中井優紀（「三島独活（うど）」）
相澤太（「海苔」）
和歌山県東牟婁郡古座川町（「古座川ジビエ」）
射手矢康之（「泉州たまねぎ・泉州キャベツ」）
鳥山真（関東初の肉用牛「JGAP認証」取得）
三谷剛史（「ジャージー種の放牧酪農」）
藤井照雄（国の天然記念物「見島牛」の在来種の保存とその利用への取り組み）
顕彰制度検討委員会
委員長　堀井良教（総本家更科堀井）
髙岡哲郎（人形町今半）
上柿元勝（パティスリー・カミーユ）
木田武史（き田たけうどん）
木村周一郎（メゾンカイザー）
熊谷真菜（日本コナモン協会）
千葉祐士（株式会社門崎）
大西健俊（「食楽」編集長）

## 理事一覧
理事長
村田吉弘（菊乃井）
理事長代行
三國清三（オテル・ドゥ・ミクニ）
副理事長
門上武司（株式会社ジオード）
高岡哲郎（人形町今半）
常任理事
栗栖正博（たん熊北店）
佐々木浩（祇園さゝ木）
杉山衞（銀座寿司幸本店）
堀井良教（総本家更科堀井）
山根大助（ポンテベッキオ）
脇屋友詞（Wakiya 一笑美茶樓）
上柿元勝（カミーユ）
高田晴之（たか田八祥）
理事
今田洋輔（銀座久兵衛）
岡昌治（日本ソムリエ協会）
奥田政行（アル・ケッチァーノ）
落合務（ラ・ベットラ・ダ・オチアイ）
片岡護（リストランテ アルポルト）
木田武史（き田たけうどん）
木村周一郎（エリックカイザージャポン）
北村竜二（ラ・グランターブル ドゥ キタムラ）
魏禧之（創作中華 一之船入）
熊谷真菜（日本コナモン協会）
小谷修一（WORLDWIDE-SOBA,INC.）
近藤文夫（てんぷら近藤）
田崎真也（日本ソムリエ協会）
田村隆（つきぢ田村）
陳建一（赤坂四川飯店）
辻芳樹（学校法人辻料理学館 辻調理師専門学校）
徳岡邦夫（嵐山吉兆）
西川功晃（サ・マーシュ）
西原金蔵（オ・グルニエ・ドール）
服部幸應（学校法人服部学園 服部栄養専門学校）
藤原研一（子孫）
増田德兵衞（株式会社増田德兵衞商店）
松尾英明（柏屋 大阪千里山）
松原龍司（龍旗信）
松久秀樹（Koy Shunka, Barcelona）
水野幾郎（六覺燈）
森義文（カハラ）
八島且典（焼とりの八兵衛）
山口富藏（京菓子司 末富）
山口浩（神戸北野ホテル）
和久田哲也（Tetsuya's）
和田利弘（バードランド）
渡邊榮次（土山人）
名誉理事
茂木友三郎（キッコーマン株式会社）
伊藤雅俊（味の素株式会社）
浦上博史（ハウス食品グループ本社株式会社）
特別顧問
高橋英一（瓢亭）
松久信幸（NOBU）